# Sebastes serranoides
Sebastes serranoides är en fiskart som först beskrevs av Carl H. Eigenmann & Rosa Smith Eigenmann, 1890.  Sebastes serranoides ingår i släktet Sebastes och familjen kungsfiskar. Inga underarter finns listade i Catalogue of Life.